# Joaquim Bernardo Cardoso Botelho da Costa
Joaquim Bernardo Cardoso Botelho da Costa OA • MOCE (Tarouca, Formilo, 1863 — Lisboa, julho de 1926), 1.º visconde de Giraúl, foi um médico, militar, empresário agrícola e escritor português.

## Família
Filho de António da Costa Guedes e de sua mulher Teresa Cândida Cardoso Botelho.

## Biografia
Assentou praça como Aspirante a Facultativo do Ultramar em Dezembro de 1883 e concluiu, na Faculdade de Medicina da Universidade de Coimbra, a sua formatura em 1888. Neste ano foi nomeado Facultativo de 2.ª Classe, com a graduação de Tenente. Seguiu logo para Angola, onde serviu como Médico do Hospital de Luanda e em Cabinda, e como Delegado de Saúde dos Concelhos de Ambriz, Cazengo e Moçâmedes. Em 1892 foi promovido a Facultativo de 1.ª Classe, com o posto de Capitão, em 1902 a 2.º Subchefe, com a patente de Major, e, nesse mesmo ano, a 1.º Subchefe do Serviço de Saúde, com a patente de Tenente-Coronel. Em 1900 desempenhou as funções de Chefe Interino do Serviço de Saúde de Angola e São Tomé e Príncipe, e em 1902 assumiu a Direção do Serviço de Saúde de São Tomé e Príncipe e do Hospital da mesma Província Ultramarina. Por motivo de doença teve de regressar à Metrópole, e foi incumbido, pouco depois, de apresentar um projeto de Regulamento do Serviço de Saúde de Angola e São Tomé e Príncipe. Em 1911 foi nomeado Chefe do referido Serviço, com o posto de Coronel, em que se reformou, entregando-se depois à administração das suas Propriedades em Angola e na Metrópole e à administração das Companhias que fundou. Colonialista distinto, foi o Fundador da Companhia de Cuanza Sul e da Companhia do Sul de Angola, na segunda das quais foram incorporadas as suas propriedades agrícolas e industriais do Distrito de Moçâmedes.
Publicou: 
- Breves Considerações sobre a Febre Hemoglobinúrica dos Climas Quentes, 1900;
- A Profilaxia do Paludismo nas Nossas Colónias, 1902;
- A Cultura do Algodão e da Borracha na Província de Angola, 1910;
- Egomegalia Literária, Estudo de Psicopatologia, 1911;
- O Trabalho Indígena no Concelho de Moçâmedes, Carta Aberta ao Senhor Governador-Geral de Angola, Major Manuel Maria Coelho, 1911;
- A Escravatura em Moçâmedes, Carta Aberta a S. Ex.ª o Presidente da República por um Grupo de Agricultores, Industriais e Comerciantes de Moçâmedes, 1912;
- A Derrocada, Carta Aberta ao Senhor Ministro das Colónias, Dr. Almeida Ribeiro, 1913.

Era Oficial da Ordem de Avis, Cavaleiro da Ordem da Coroa da Prússia, e condecorado com a Medalha de Ouro de Comportamento Exemplar e com a Medalha de Assiduidade no Ultramar.
O título de 1.º Visconde de Giraúl foi-lhe concedido por Decreto de 18 de Maio de 1899 de D. Carlos I de Portugal, como recompensa pelos serviços prestados à coluna de operações no Humbe. Giraúl é o nome duma das suas propriedades, nas margens do rio da mesma designação, próximo de Moçâmedes.

## Casamento e descendência
Casou em 1895 com Amélia do Carmo Bastos (? - Janeiro de 1944), já viúva, com geração, filha do Comendador Manuel José Alves Bastos e de sua mulher Maria do Carmo Torres, da qual teve dois filhos e uma filha: 
- Manuel Alves Bastos Botelho da Costa (Moçâmedes, 1897 - ?), que usou o título de 2.º Visconde de Giraúl
- Amélia Alves Bastos Botelho da Costa, casada com Joaquim Marques Esparteiro (Abrantes, Mouriscas, 28 de Janeiro de 1895 - Hospital da Marinha, primeiros dias de Outubro de 1976), com geração
- António Alves Bastos Botelho da Costa, Engenheiro, Comendador da Ordem Civil do Mérito Agrícola e Industrial Classe Agrícola (12 de Janeiro de 1938)[3], casado com Josefa de Melo Martins